# Psalm 26

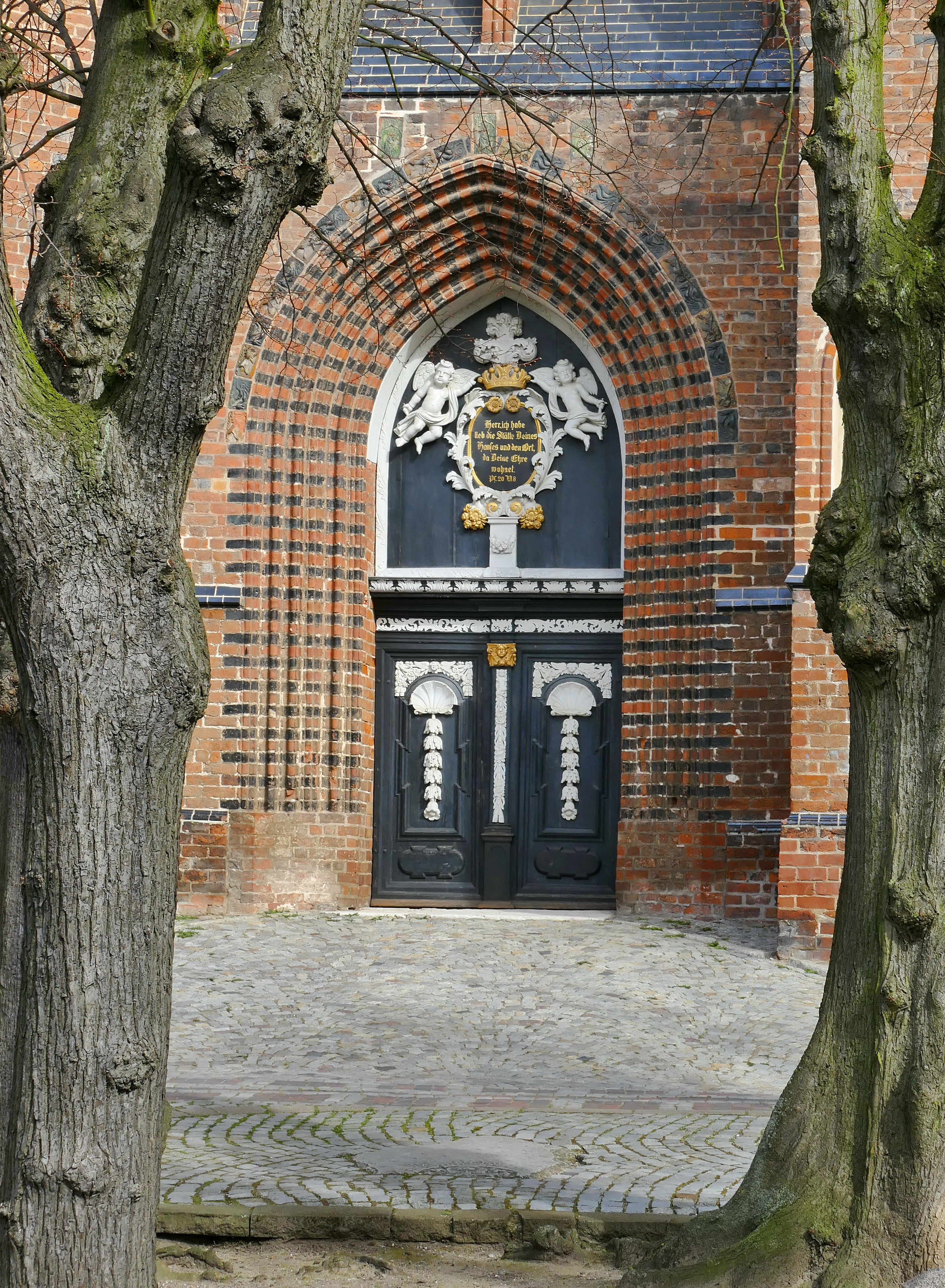
Psalm 26 Vers 8 über einem Kirchenportal in Wismar (mit falscher Stellenangabe)

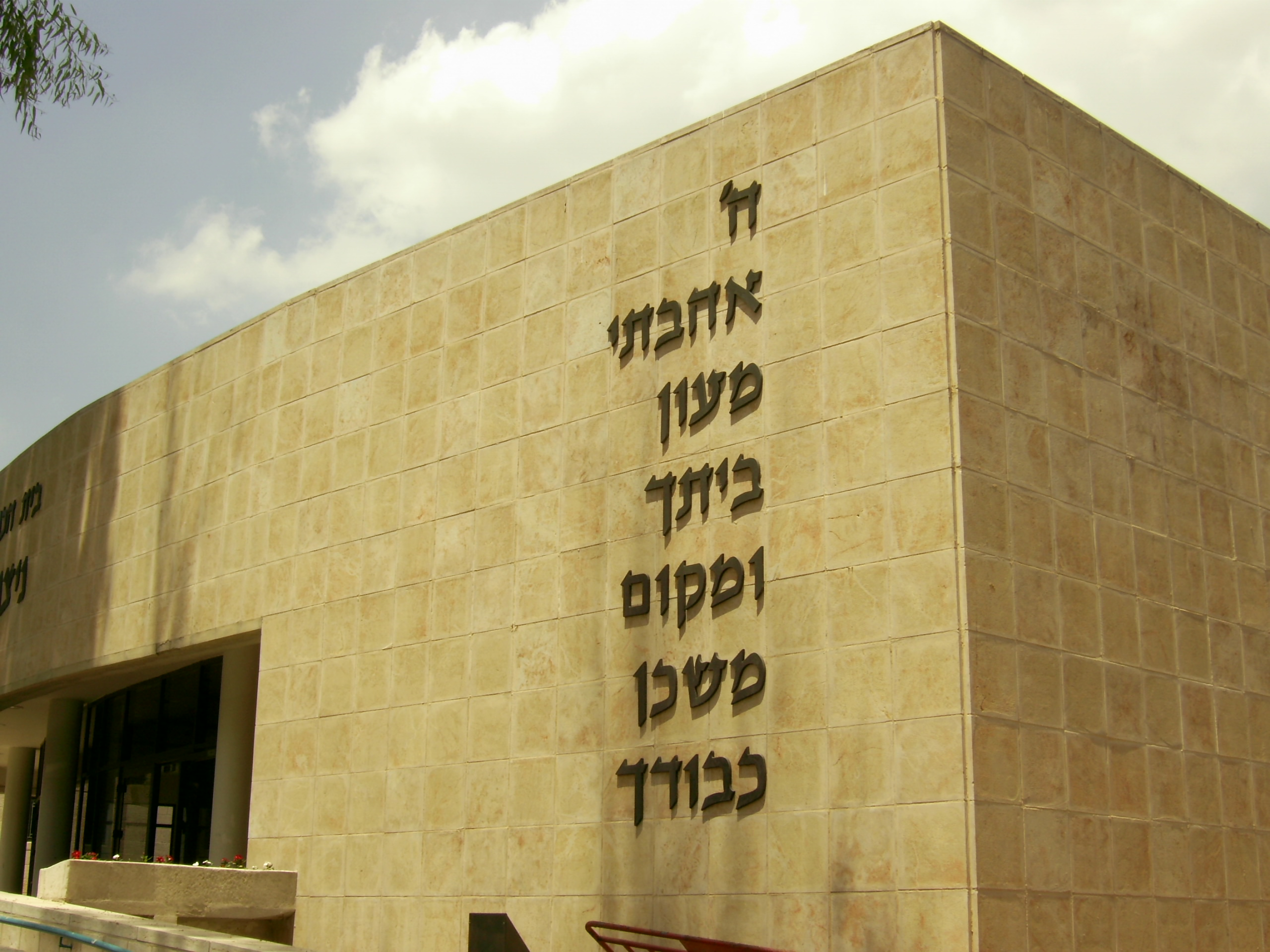
Psalm 26 Vers 8 auf einer Synagoge in Jerusalem

Der 26. Psalm (nach griechischer Zählung der 25.) ist ein Psalm Davids und gehört in die Reihe der individuellen Klagelieder.

## Gliederung
Eine Möglichkeit der Untergliederung schlägt der Alttestamentler Hermann Gunkel vor:
1. Vers 1–3: Bitte und Beteuerung der Gerechtigkeit des Psalmisten
2. Vers 4–8: Die Leistungen, die der Psalmist erfüllt zu haben sich bewusst ist
3. Vers 9 f.: Errettungsbitte
4. Vers 11: Zeugnis der Unsträflichkeit und nochmals Bitte
5. Vers 12: Gewissheit der Erhörung und zuversichtliches Gelübde

## Beobachtungen
An dem Psalm lassen sich folgende Beobachtungen tätigen:

### Das Fehlen einer Klage
Die Besonderheit des Fehlens einer Klage fällt am Psalm auf: Es besteht kein Bezug zu Gottlosen, die in irgendeiner Art eine Gefahr für den Psalmisten darstellen.

### Die Hervorhebung des Tempels
Der Psalm bezieht sich nicht nur auf JHWHs „Haus“ (Vers 8) und „Versammlung“ (Vers 12), sondern auch auf die Riten, die vom Psalmisten im Tempel vollzogen werden: Das symbolische Waschen der Hände, das Umschreiten des Altares (Vers 6) sowie das anschließende Singen (Vers 7).